# Doratogonus rugifrons
Doratogonus rugifrons é uma espécie de milípede da família Spirostreptidae.
Pode ser encontrada nos seguintes países: Botswana, Namíbia, África do Sul e Zimbabwe.